# Enterognathus comatulae
Enterognathus comatulae — вид щелепоногих ракоподібних ряду Cyclopoida. Вид поширений на півночі Атлантичного океану. Паразитує на морських ліліях виду Antedon bifida (Pennant, 1777).